# Titus Joseph Mdoe
Titus Joseph Mdoe (* 19. März 1961 in Lushoto, Region Tanga, Tansania) ist Bischof von Mtwara.

## Leben
Titus Joseph Mdoe empfing am 24. Juni 1986 das Sakrament der Priesterweihe.
Am 16. Februar 2013 ernannte ihn Papst Benedikt XVI. zum Titularbischof von Bahanna und bestellte ihn zum Weihbischof in Daressalam. Der Erzbischof von Daressalam, Polycarp Kardinal Pengo, spendete ihm am 1. Mai desselben Jahres die Bischofsweihe; Mitkonsekratoren waren der Bischof von Iringa, Tarcisius Ngalalekumtwa, und der Bischof von Tanga, Anthony Banzi.
Am 15. Oktober 2015 ernannte ihn Papst Franziskus zum Bischof von Mtwara.